# Strada statale 57 del Vipacco e dell'Idria
La strada statale 57 del Vipacco e dell'Idria (SS 57) era una strada statale italiana nel territorio appartenuto all'Italia tra le due guerre mondiali, tra il trattato di Rapallo del 12 novembre 1920 e il trattato di Parigi del 10 febbraio 1947. quando l'area venne assegnata alla Jugoslavia e, dal 1991, è in territorio sloveno e fa parte della strada regionale 444.

## Storia

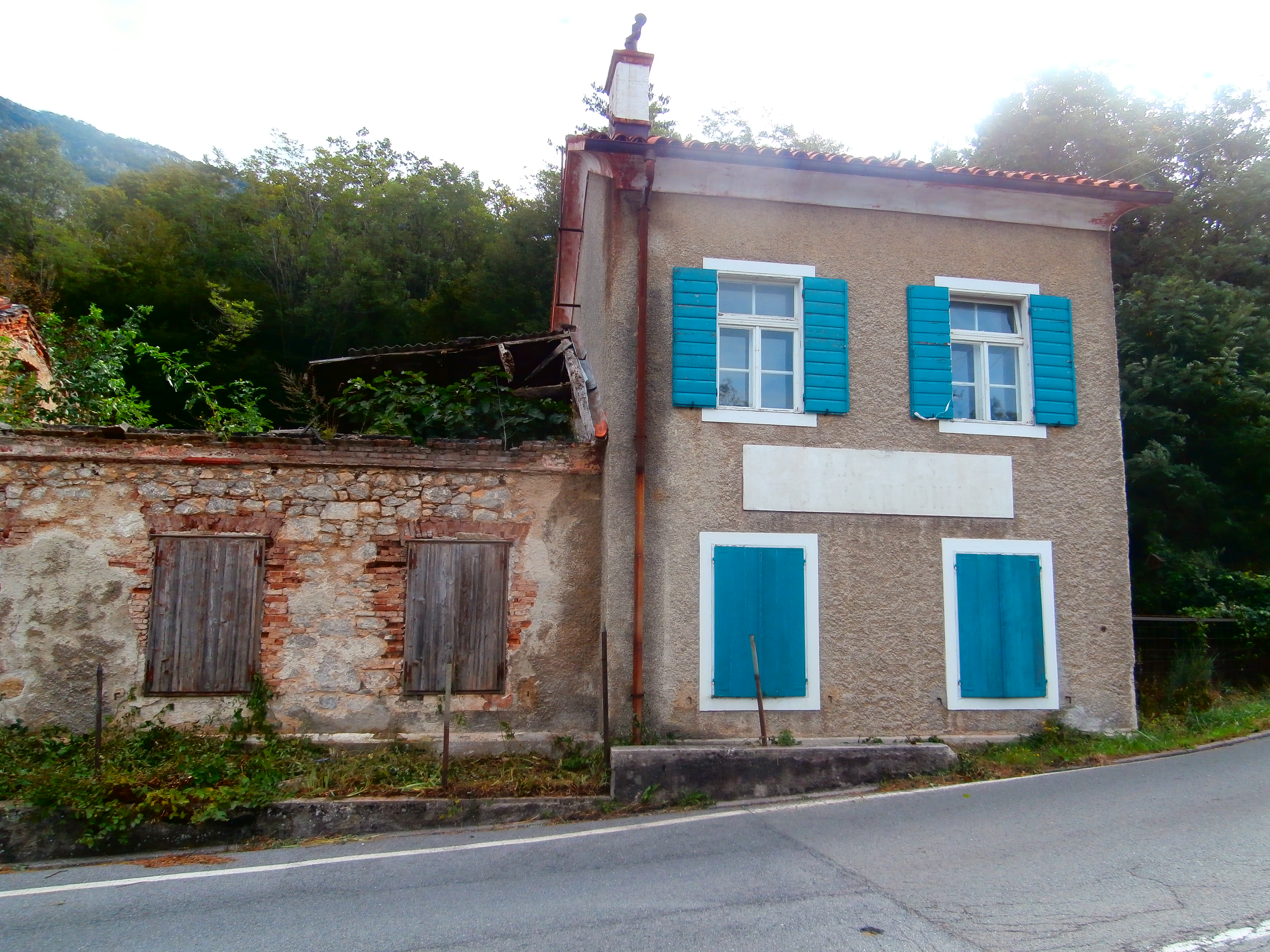
Antica casa cantoniera della SS 57 (ora in territorio sloveno e abbandonata) tra San Vito di Vipacco e Prevallo.

La strada statale 57 venne istituita nel 1928 con il seguente percorso: "Da Prevallo per Vipacco all'innesto con la n. 56 ad Aidussina e da Zolla sulla n. 56 per Godovici - Idria - Santa Lucia al bivio di Uznik - con diramazione da Godovici al confine jugoslavo verso Hotedrazica.".
Nel 1942, in seguito all'annessione all'Italia di parte del territorio jugoslavo, la diramazione venne prolungata fino a Kalce con il seguente tracciato: "Godovici - Hotedrazica - Kalce".
Nel 1947 l'intera area è passata sotto giurisdizione jugoslava, e fa parte della Slovenia che l'ha classificata come strada regionale 444.